# Arne Skjærpe
Arne Skjærpe ist ein ehemaliger norwegischer Brigadier und Manager.
Der ausgebildete Artillerist Skjærpe besuchte von 1974 bis 1977 die Schule „Gerhard Shoning“. Von 1979 bis 1982 absolvierte er die norwegische Militärakademie Krigsskolen in Oslo. Von 1993 bis 1995 nahm er als Major am 36. Generalstabslehrgang (H) an der Führungsakademie der Bundeswehr (FüAkBw) in Hamburg teil, wofür er 1995 als Jahrgangsbester mit dem General-Heusinger-Preis ausgezeichnet wurde. Später wurde er mit dem Bundesverdienstkreuz und der Legion of Merit ausgezeichnet. Skjærpe arbeitete während seiner 27-jährigen Dienstzeit u. a. im Stab der Norwegischen Armee und im norwegischen Verteidigungsministerium in Oslo. Außerdem wurde er beim United States Central Command (CENTCOM) auf der MacDill Air Force Base in Tampa, Florida verwendet. Von 2000 bis 2003 war er Verteidigungsattaché seines Landes in der Bundesrepublik Deutschland.
Seit seiner Pensionierung 2009 ist er in der freien Wirtschaft tätig. 2009/10 war er Vizepräsident der Professional Staffing Group. 2010/11 war er Business Development Manager bei der Cybrix Group. Von 2011 bis 2013 war er für Yara North America tätig. 2013/14 wurde er für Yara International ASA Head of Security. Seit 2014 ist er General Manager bei Prox Dynamics USA.